# Vaqueiros (Santarém)
Vaqueiros is een plaats (freguesia) in de Portugese gemeente Santarém en telt 31.700 inwoners (2001).